# Ștefania Mărăcineanu

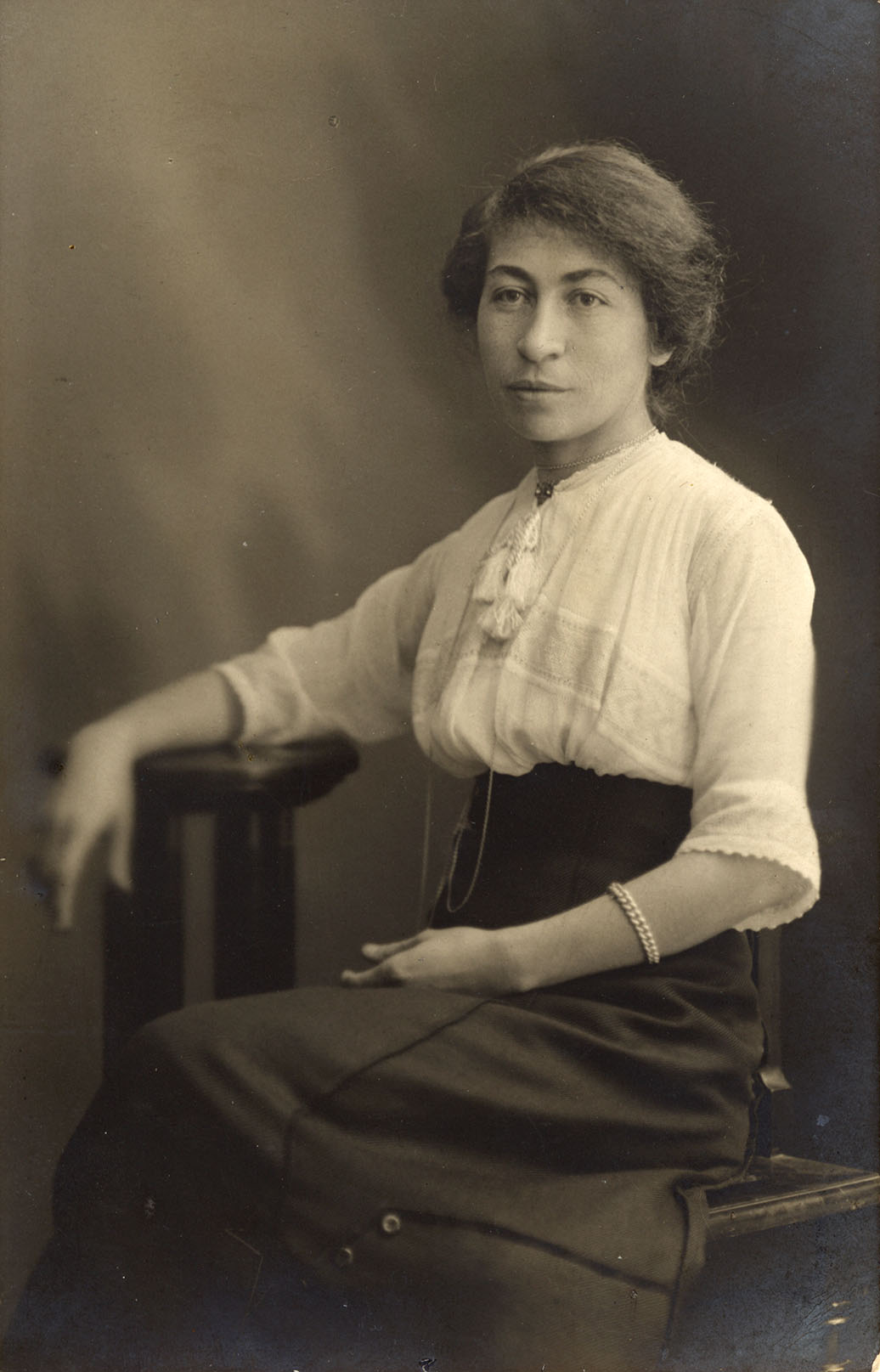
Ștefania Mărăcineanu 1913

Ștefania Mărăcineanu (rumänisch: ʃtefaˈni.a mə.rə'ʧi.ne̯a.nu; 18. Juni 1882 in Bukarest – 15. August 1944 ebenda) war eine rumänische Physikerin. Sie war eine Pionierin auf dem Gebiet der künstlichen (d. h. durch Bestrahlung mit Alphastrahlen hervorgerufenen) Radioaktivität.

## Leben
Ștefania Mărăcineanu wurde in Bukarest als Tochter von Sebastian Mărăcineanu und Sevastia, beide 20 Jahre alt, geboren. Sie absolvierte das Gymnasium an der Zentralschule für Mädchen in ihrer Heimatstadt. 1907 schrieb sie sich an der Universität Bukarest ein und schloss 1910 ihr Studium der physikalischen und chemischen Wissenschaften ab. Für ihre Abschlussarbeit mit dem Titel Lichtinterferenz und ihre Anwendung auf die Wellenlängenmessung erhielt sie einen Preis von 300 Lei. Nach ihrem Abschluss unterrichtete sie an Gymnasien in Bukarest, Ploiești, Iași und Câmpulung. 1915 erhielt sie einen Lehrauftrag an der Zentralschule für Mädchen in Bukarest, den sie bis 1940 innehatte.

### Arbeiten über Radioaktivität

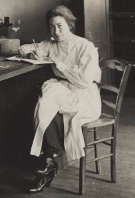
Mărăcineanu 1921 im Curie-Laboratorium

Nach dem Ersten Weltkrieg erhielt Mărăcineanu mit Unterstützung von Constantin Kirițescu ein Stipendium, das es ihr ermöglichte, nach Paris zu reisen, um ihre Studien fortzusetzen. Im Jahr 1919 belegte sie an der Sorbonne bei Marie Curie einen Kurs über Radioaktivität. Anschließend forschte sie bis 1926 zusammen mit Curie am Radium-Institut, wo sie auch promovierte. Ihre Dissertation (1924 veröffentlicht) wurde auf der Sitzung der französischen Akademie am 23. Juni 1923 von Georges Urbain verlesen. Am Institut untersuchte Mărăcineanu die Halbwertszeit von Polonium und entwickelte Methoden zur Messung des Alphazerfalls. Diese Arbeit führte sie zu der Überzeugung, dass sich aus Atomen radioaktive Isotope bilden können, wenn sie den Alphastrahlen des Poloniums ausgesetzt werden. Dies ist nichts anderes als die Entdeckung der künstlichen Radioaktivität, wofür Frederic und Irene Joliot-Curie (Tochter der Wissenschaftler Pierre und Marie Curie) den Nobelpreis erhielten, obwohl alle Daten darauf hindeuteten, dass Mărăcineanu die Entdeckung als Erste gemacht hatte. Tatsächlich drückte Ștefania Mărăcineanu ihre Bestürzung darüber aus, dass Irene Joliot-Curie einen großen Teil ihrer Arbeitsbeobachtungen zur künstlichen Radioaktivität verwendet hatte, ohne sie zu erwähnen. Mărăcineanu behauptete öffentlich, dass sie die künstliche Radioaktivität während ihrer Forschungsjahre in Paris entdeckt habe, was durch ihre mehr als 10 Jahre zuvor vorgelegte Doktorarbeit belegt wurde. Entsprechend heißt es in einem Buch über die Pionierinnen der Radioaktivität über sie: „Mărăcineanu schrieb 1936 an Lise Meitner und drückte ihre Enttäuschung darüber aus, dass Irene Joliot Curie ohne ihr Wissen viele ihrer Arbeiten, vor allem im Bereich der künstlichen Radioaktivität, in ihrer Arbeit verwendete.“
Mărăcineanu untersuchte auch die Möglichkeit, dass Sonnenlicht Radioaktivität auslöst; diese Arbeit wurde von anderen Forschern angefochten. Dennoch hieß es 1927 in einem Artikel des Geraldton Guardian: „Billigeres Radium wird in einer Mitteilung an die französische Akademie der Wissenschaften von einer Wissenschaftlerin, Mlle. Maricaneanu (sic!), angedeutet, die […] durch langwierige Laborexperimente nachweisen konnte, dass Blei, das lange Zeit der Sonne ausgesetzt war, seine radioaktiven Eigenschaften wiedererlangt. Der Mechanismus dieser Umwandlung […] ist ein völliges Rätsel, wird aber für die medizinische Wissenschaft als so ungeheuer wichtig angesehen, dass weitere intensive Forschungsarbeiten durchgeführt werden sollen.“
Mărăcineanu arbeitete bis 1929 am Pariser Observatorium, kehrte dann nach Rumänien zurück und begann eine Lehrtätigkeit an der Universität Bukarest. Sie führte Experimente durch, in denen sie den Zusammenhang zwischen Radioaktivität und Regenfällen sowie zwischen Regenfällen und Erdbeben untersuchte. Am 29. November 1935 hielt Nicolae Vasilescu-Karpen an der Rumänischen Akademie der Wissenschaften einen Vortrag über künstliche Radioaktivität und rumänische Arbeiten auf diesem Gebiet, der auf Mărăcineanus Forschungen aus den Vorjahren Bezug nahm. Am 24. Juni 1936 bat sie die Akademie der Wissenschaften, die Priorität ihrer Arbeit anzuerkennen. Ihrem Antrag wurde stattgegeben, und am 21. Dezember 1937 wurde sie zum korrespondierenden Mitglied der Rumänischen Akademie der Wissenschaften, Sektion Physik, gewählt. 1937 wurde sie von der Akademie zur Forschungsdirektorin ernannt und 1941 wurde sie zur außerordentlichen Professorin befördert.
1942 wurde Mărăcineanu zwangsweise in den Ruhestand versetzt. Sie starb 1944 an Krebs, der angeblich auf eine Strahlenbelastung zurückzuführen war. Einigen Quellen zufolge ist sie auf dem Bellu-Friedhof in Bukarest begraben, die Quellen sind sich in diesem Punkt jedoch uneinig.

## Rezeption

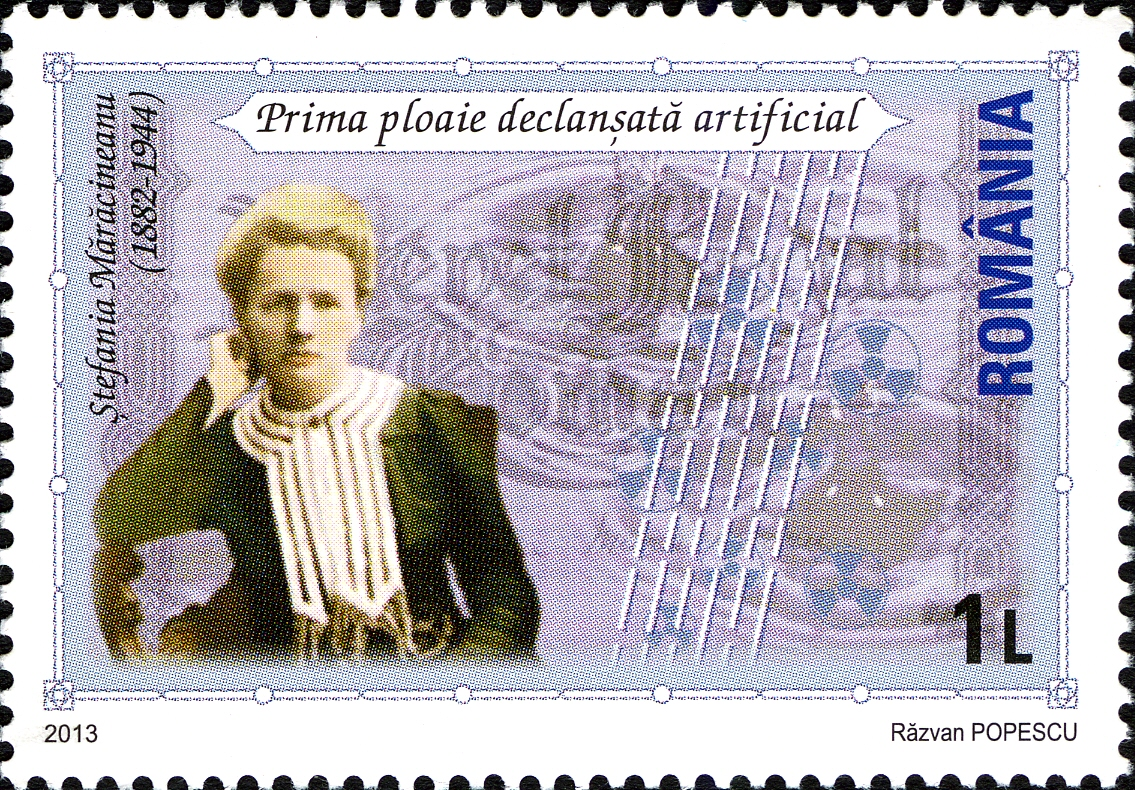
Rumänische Briefmarke zu Ehren Mărăcineanus (2013); versehentlich ist Marie Curie abgebildet

Ein Buch von 1997 über die Pionierinnen der Radioaktivität bezeichnet Mărăcineanu als „ignorierte rumänische Wissenschaftlerin“. Dies kann auch darauf zurückgeführt werden, dass ihre späteren Forschungsthemen nicht dem damaligen wissenschaftlichen Mainstream entsprachen. 2013 erschien zu Mărăcineanus Ehren eine rumänische Briefmarke, die jedoch fälschlich ein Porträt Marie Curies zeigt. Am 18. Juni 2022 wurde Mărăcineanu mit einem Google Doodle geehrt.